# Capnophylla albiceps
Capnophylla albiceps är en fjärilsart som beskrevs av W. Warren 1906. Capnophylla albiceps ingår i släktet Capnophylla och familjen Uraniidae. Inga underarter finns listade i Catalogue of Life.